# Interkosmos 1
Interkosmos 1 – pierwszy sztuczny satelita Ziemi, inaugurujący serię tzw. sputników słonecznych, wprowadzony na orbitę w ramach programu Interkosmos. Większość satelitów serii Interkosmos miała masę około 320 kg, tylko Interkosmos 6 miał prawdopodobnie masę około 5500 kg.
Był to program satelitów naukowo-badawczych wysyłanych w przestrzeń kosmiczną przez państwa socjalistyczne w ramach współpracy w dziedzinie badań i wykorzystania przestrzeni kosmicznej dla celów pokojowych w ramach organizacji INTERKOSMOS. Rakiety, wyrzutnie i satelity dostarczane były przez Związek Radziecki, natomiast aparatura badawcza częściowo budowana była w pozostałych państwach socjalistycznych. Również specjaliści państw socjalistycznych uczestniczyli przy montażu urządzeń na pokładzie satelity, przygotowaniach do startu i kierowaniu lotem satelity.

## Misja
Satelita był przeznaczony do badań nadfioletowego i rentgenowskiego promieniowania Słońca i wpływu tych promieniowań na najwyższe warstwy atmosfery Ziemi. Ubocznym punktem programu badań podczas tego eksperymentu było przeprowadzenie pomiarów gęstości i zapylenia atmosfery na wysokości 60-120 km nad powierzchnią Ziemi. Aparatura pomiarowa została zbudowana w ZSRR, NRD i Czechosłowacji. Specjaliści z tych krajów uczestniczyli przy montażu i badaniach urządzeń na satelicie, przy przygotowaniach do startu i w grupie kierującej lotem satelity.

## Przebieg misji
Start nastąpił 14 października 1969 roku z kosmodromu Kapustin Jar. Perygeum orbity satelity znajdowało się na wysokości 260 km, apogeum 640 km, czas trwania jednego okrążenia to 93,3 minuty, a nachylenie płaszczyzny orbity 48,4 stopnia. Obserwacje satelitarne były uzupełnione skoordynowanym w ramach Interkosmosu programem badawczym, realizowanym przez stacje naziemne w Bułgarii, Czechosłowacji, na Węgrzech, NRD, Polsce, Rumunii i ZSRR. Polski wkład do tego eksperymentu stanowiły: obserwacja satelity i odbiór z niego sygnałów radiowych. Aparatura satelity działała do 30 października 1969 roku, a satelita istniał do 2 stycznia 1970 roku.